# Второй дивизион чемпионата Северной Ирландии по футболу
Второй дивизион Северной Ирландии (англ. Irish Second Division) — это третья лига в футболе Северной Ирландии, которая существовала с 2003 по 2008 год.
В 2008 год после изменения формата системы лиг на её основе была образована на сезон 2008/2009 Временная Промежуточная лига для команд, которые не получили лицензию для выступления в Чемпионате футбольной лиги. Данный сезон был отведен для приведения в соответствие всех необходимых требований, десять команд лиги получили лицензии и были переведены во Вторую футбольную лигу.

## Список Победителей
- 2003/2004 Коа Юнайтед
- 2004/2005 Тобермор Юнайтед
- 2005/2006 Портстьюарт
- 2006/2007 Балликлер Комрадс
- 2007/2008 Дергвью
- 2008/2009 Харлэнд и Вульф Велдерс